# Дуйшеева, Джамиля
Джамиля Дуйшеева — советский хозяйственный, государственный и политический деятель, Герой Социалистического Труда.

## Биография
Родилась в 1919 году на современной территории Иссык-Кульской области в киргизской крестьянской семье. Член ВКП(б) с 1951 года.
С 1940 года — на хозяйственной, общественной и политической работе. В 1940—1974 гг. — комбайнёр Талды-Суйской машинно-тракторной станции, комбайнёр в колхозе имени И. В. Сталина в Тюпском районе Иссык-Кульской области Киргизской ССР.
Указом Президиума Верховного Совета СССР от 15 февраля 1957 года присвоено звание Героя Социалистического Труда с вручением ордена Ленина и золотой медали «Серп и Молот».
Избиралась депутатом Верховного Совета СССР 5-го созыва (недоступная ссылка).
Умерла в Пржевальске.